# Trine Bakke
Trine Bakke, född 11 januari 1975 i Trondheim i Norge, är en norsk alpin skidåkare som under sin aktiva karriär vann VM-brons 1999 i USA samt två världscupdeltävlingar, en i Sankt Anton am Arlberg 1999 och en i Maribor år 2000.